# 98-я авиационная бригада
98-я авиационная бригада (серб. 98. ваздухопловна бригада) — авиационная бригада в составе ВВС и ПВО Сербии.

## Формирование
Образована впервые в 1949 году как 198-й истребительный авиационный полк (серб. 198. vazduhoplovni lovački puk).
Была воссоздана в ходе реорганизации сербской армии в 2006 году как 98-я авиабаза. В её состав вошли подразделения ВВС и ПВО, базировавшиеся на аэродромах Ладжевци и Ниш, в том числе 161-я база ВВС, 285-я база ВВС, 98-й ударно-бомбардировочный полк, 119-й вертолётный полк, отделение 353-й разведывательной эскадрильи. 98-я авиабригада базируется на аэродромах Ладжевци (близ Кралево) и Ниш.
Бригада предназначена для контроля и защиты воздушного пространства, огневой поддержки подразделений сухопутных войск, транспортировки по воздуху, воздушной разведки и подготовки кадетов. День бригады отмечается 28 ноября — день формирования 198-го штурмового полка в 1949 году.

## Структура
- Штаб
- 241-я истребительно-бомбардировочная авиационная эскадрилья «Тигры»[англ.] (серб. Тигрови)
- 714-я противотанковая вертолётная эскадрилья «Тени» (серб. Сенке)
- 119-я смешанная вертолётная эскадрилья «Драконы» (серб. Змајеви)
- 353-я разведывательная авиационная эскадрилья «Соколы»[англ.] (серб. Соколови)
- 98-й артиллерийско-ракетный дивизион ПВО
- 161-й батальон обеспечения аэродрома
- 98-й батальон обеспечения аэродрома
- 98-й воздушно-технический батальон[2]

## Вооружение
На вооружении бригады стоят штурмовики Ј-22 «Орао», транспортные самолёты Ан-2ТД, вертолёты Aérospatiale Gazelle модификаций ХТ 40, ХН 42М, 45М и 47, ХО 42 и 45, вертолёты Ми-8, зенитные орудия Bofors 40mm L 70 и ПЗРК «Игла».

## Командиры
- полковник Александр Бьелич
- полковник Александр Миличевич (с 25 февраля 2025)[3]

## Награды
- Орден Заслуги в обороне и безопасности III степени (2017)[4].
- Золотая медаль «За заслуги» (2015, Сербия)[4].